# Pterocryptis
Pterocryptis es un género de peces de la familia Siluridae en el orden de los Siluriformes, distribuidos por ríos y lagos de Asia.

## Especies
Las especies de este género son:
- Pterocryptis anomala (Herre, 1934)
- Pterocryptis barakensis Vishwanath y Nebeshwar Sharma, 2006
- Pterocryptis berdmorei (Blyth, 1860)
- Pterocryptis bokorensis (Pellegrin y Chevey, 1937)
- Pterocryptis buccata Ng y Kottelat, 1998
- Pterocryptis burmanensis (Thant, 1966)
- Pterocryptis cochinchinensis (Valenciennes, 1840)
- Pterocryptis crenula Ng y Freyhof, 2001
- Pterocryptis cucphuongensis (Mai, 1978)
- Pterocryptis furnessi (Fowler, 1905)
- Pterocryptis gangelica Peters, 1861
- Pterocryptis indicus (Datta, Barman y Jayaram, 1987)
- Pterocryptis inusitata Ng, 1999
- Pterocryptis taytayensis (Herre, 1924)
- Pterocryptis torrentis (Kobayakawa, 1989)
- Pterocryptis verecunda Ng y Freyhof, 2001
- Pterocryptis wynaadensis (Day, 1873)